# Palouki
Palouki  este un oraș în Grecia în prefectura Elida.